# 杉山貴子
杉山 貴子（すぎやま たかこ、1991年4月4日 - ）は、静岡県出身の元女子サッカー選手。ポジションはミッドフィールダー。

## 来歴

### クラブ
常葉学園橘高校、武蔵丘短期大学を卒業後、ASエルフェン埼玉に加入。その後、ASハリマアルビオン、岡山湯郷Belleを経て、2019年にASエルフェン埼玉に復帰した。

### 代表
2008年10月、U-17女子ワールドカップに臨むU-17日本代表に選出された。大会ではスループステージ・パラグアイ戦に先発出場した。
その後、2011年夏季ユニバーシアードの日本代表に選出された。

## 代表歴
- U-17日本代表
  - 2008 FIFA U-17女子ワールドカップ; ベスト8（1試合出場）
- ユニバーシアード日本代表
  - 2011年夏季ユニバーシアード; 準優勝